# Liste des Justes du Var
La liste des Justes du Var comporte à ce jour seize personnes ayant reçu le titre de « Juste parmi les nations » par le Comité pour Yad Vashem, dont le nom figure sur le Mur d'honneur du Jardin des Justes, résidant dans le département français du Var, pendant la Seconde Guerre mondiale

## Liste des «Justes parmi les nations» du département du Var
- Étienne Arnaud à Belgentier
- Jeanne Hertel à Toulon
- Roland Huillet[1] à La Seyne-sur-Mer et Constantine[Note 1]
- Charles Kettschau à Collobrières
- Marthe Kettschau à Collobrières
- Kurt Kettschau à Collobrières
- Félix Redortier à Plan-d'Aups-Sainte-Baume
- Marie-Louise Redortier née Corras à Plan-d'Aups-Sainte-Baume
- Jeanne Reynaud à Sainte-Maxime et Paris[Note 2]
- Marie-Thérèse Roux à Toulon
- Roger Taillefer à Montmeyan
- Alice Teillard à La Garde
- Germaine Teillard à La Garde
- Henri Teillard à La Garde
- Suzanne Teillard à La Garde
- Eugène Viès à Solliès-Pont
- Walda Viès née Hart de Keating à Solliès-Pont